# Sus ojos miraban a Dios
Sus ojos miraban a Dios  (Their Eyes Were Watching God, 1937) es la obra más reconocida de Zora Neale Hurston, escritora afroamericana del Renacimiento de Harlem. La autora lo escribió mientras se encontraba en Haití, recolectando el folklore para un estudio antropológico. La obra, sin embargo, se sitúa principalmente en Florida.

## Argumento
El personaje principal y narrador de esta obra es Janie Crawford, una mujer de unos cuarenta años, afrodescendiente, que cuenta la historia de su vida y sus viajes a una amiga mediante flashbacks. Las etapas de su vida son divididas en su discurso de acuerdo con sus tres matrimonios. 
La abuela de Janie, Nanny, era una esclava que quedó embarazada de un hombre blanco y dio a luz a una niña. Esta niña fue violada durante su adolescencia y de ahí nació Janie. Janie crece con su abuela, y la madre no está presente en la novela. Nanny pretende evitar que su nieta acabe malgastando su vida con un hombre cualquiera, así que arregla un matrimonio con un granjero mayor, que busca una esposa para mantener la casa y la granja. El matrimonio acaba siendo un fracaso, Janie no siente amor por ese hombre, que se ha casado con ella por conveniencia y que la golpea y fuerza a trabajar en la granja, de modo que se escapa con otro hombre, Joe Starks, con quien se instala en Eatonville (la ciudad utópica de Hurston).
Al llegar a Eatonville, Starks comienza a organizar la economía de la ciudad, se autodesigna alcalde, compra más tierras, y contrata a vecinos para construir una tienda. Los cambios que esto trae a su personalidad provocan que Janie se distancie, viendo que se ha convertido en una "mujer trofeo". Un tiempo después Starks muere, dejando a Janie sus bienes, lo que la hace económicamente independiente, y también un centro de atención para sus posibles pretendientes. De todos estos, Janie se enamora de un jornalero jugador, Tea Cake, con el que marcha a Jacksonville después de vender la tienda y las tierras. 
Con Tea Cake, Janie por fin encuentra el matrimonio basado en el amor que tanto había buscado. Se trasladan a Everglades pero la zona en la que viven sufre un huracán, y aunque ambos sobreviven, un perro rabioso muerde a Teacake. La rabia se le contagia y poco a poco se va volviendo loco, hasta el punto en que intenta matar a Janie con una pistola, pero ella le dispara a él y es acusada de asesinato. El jurado, compuesto por hombres blancos, la declaran inocente, a pesar de la oposición de los hombres de color, amigos de Tea Cake. Después de esto Janie se reconcilia con la comunidad afrodescendiente de Everglades, que le pide que se quede, pero ella decide regresar a Eatonville, donde la esperan críticas y rumores.

## Críticas
Aunque hoy la obra de Hurston figura en las listas de los más leídos en los programas sobre literatura afroamericana en Estados Unidos, el libro no fue valorado por los contemporáneos de la autora. Fueron especialmente críticos con su representación de los acentos fonéticos de las comunidades afroamericanas de Estados Unidos y El Caribe durante comienzos del siglo XX, por ejemplo empleando "tuh" en vez de "to" y "Ah" en vez de "I"). El escritor Richard Wright decía que Sus ojos miraban a Dios era un "espectáculo juglaresco que hacía a los blancos reír" y que no mostraba "el menor deseo de moverse en la dirección de la prosa seria" y Ralph Ellison opinaba que el libro estaba "plagado de un burlesco calculado". A muchos otros autores prominentes del Renacimiento de Harlem les molestaba que Hurston mostrara las divisiones entre aquellos afroamericanos de piel más clara y los de piel más oscura, como en el caso de la señora Turner, así como las diferencias más sutiles entre el hombre y la mujer de color. 
El libro, escrito en la lengua vernácula del sur afroamericano, ha atraído también las críticas de aquellos que creen que hace una caracterización de los afroamericanos como ignorantes, aunque Hurston también fuera afrodescendiente. Críticas muy similares se hicieron para Las aventuras de Huckleberry Finn de Mark Twain, pero mientras Twain transforma esta lengua vernácula en un personaje tridimensional, visto a través de Huck, Hurston emplea el dialecto del sur para mostrar que complejas relaciones sociales y rasgos comunes del lenguaje metafórico también son posibles en un lenguaje que muchos consideran por debajo del nivel establecido.